# Twitcher Glacier
Twitcher Glacier är en glaciär i Sydgeorgien och Sydsandwichöarna (Storbritannien). Den ligger i den nordvästra delen av Sydgeorgien och Sydsandwichöarna. Twitcher Glacier ligger 149 meter över havet.
Terrängen runt Twitcher Glacier är kuperad österut, men västerut är den bergig. Havet är nära Twitcher Glacier åt nordost.  Trakten runt Twitcher Glacier är nära nog obefolkad, med mindre än två invånare per kvadratkilometer. Det finns inga samhällen i närheten. 